# Kim Ekdahl Du Rietz
Kim Ekdahl Du Rietz, (Lund 23. srpnja 1989.), švedski rukometaš koji je još kao junior počeo igrati za Lugi HF. Pozicija na kojoj igra je lijevi vanjski igrač. Smatra ga se velikim talentom švedskog rukometa. Još kao 16-godišnjak počinje igrati za Lugi HF-ov prvi sastav. Igra već četvrtu sezonu u prvoj švedskoj ligi (šved. Elitserien). S 18 godina je zaigrao za seniorsku reprezentaciju. 